# Ludwigia alata
Ludwigia alata är en dunörtsväxtart som beskrevs av Ell.. Ludwigia alata ingår i släktet ludwigior, och familjen dunörtsväxter. Inga underarter finns listade i Catalogue of Life.